# Margaret Rawlings

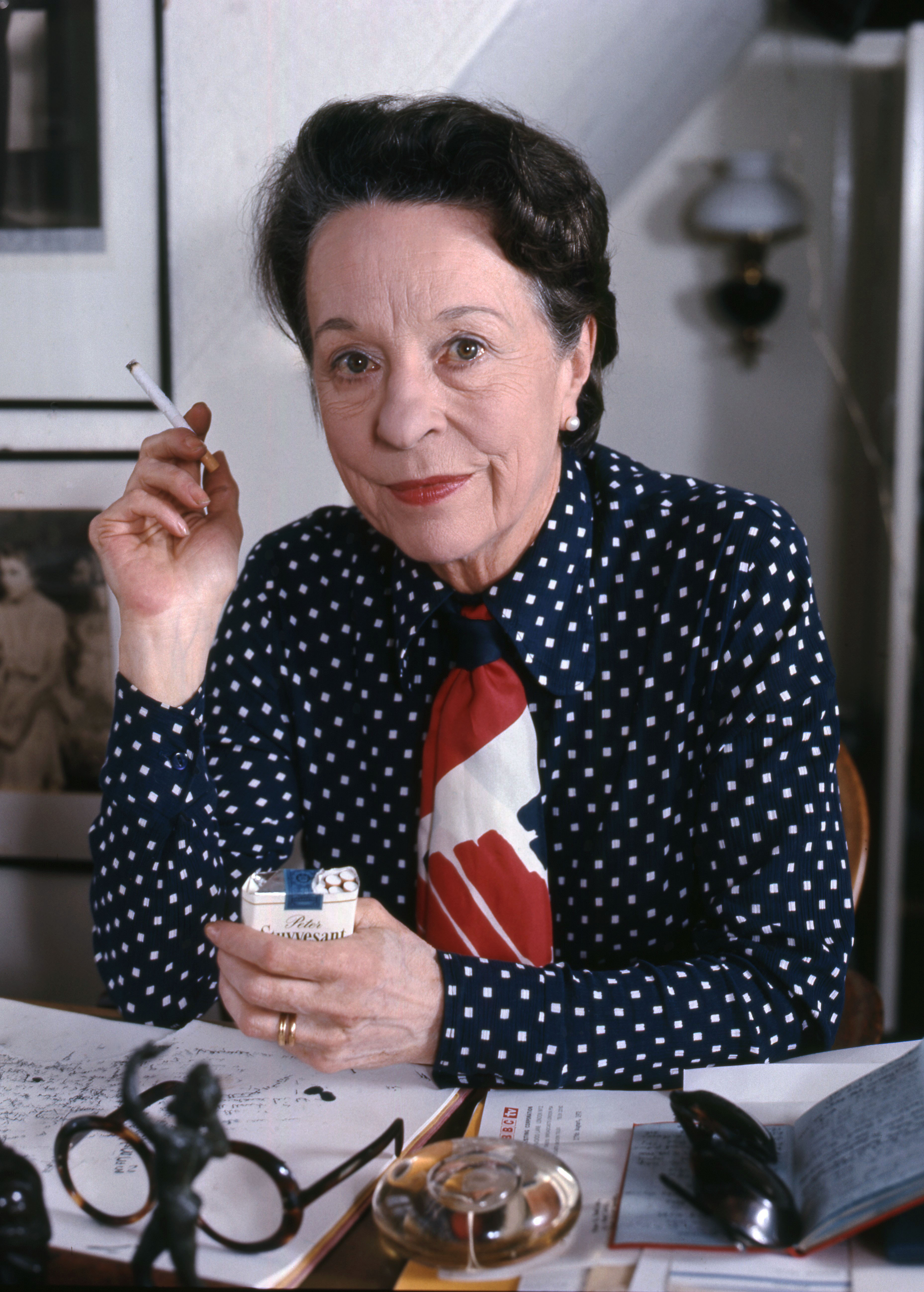
Margaret Rawlings (1973), Porträt von Allan Warren

Margaret Rawlings, Lady Barlow (* 5. Juni 1906 in Osaka, Japan; † 19. Mai 1996 in Wendover, Buckinghamshire, England) war eine britische Schauspielerin, die als bedeutende Darstellerin des britischen Theaters galt.

## Leben und Karriere
Margaret Rawlings wurde als Tochter eines britischen Missionars in Japan geboren. Noch während sie ihre Schulbildung an der Lady Margaret Hall erhielt, trat Rawlings bereits in ersten Stücken von John Masefield auf. Ihr schauspielerisches Handwerk lernte sie mit einer Theatergruppe, die ausschließlich Werke von George Bernhard Shaw aufführte. Für Aufmerksamkeit sorgte sie 1931 durch eine als außergewöhnlich erotisch bezeichnete Darstellung der Salome nach einer Choreografie von Ninette de Valois. Sie konzentrierte sich insbesondere auf tragische, dramatische Gestalten wie Lady Macbeth in William Shakespeares Macbeth. Die Schauspielerin galt als sehr eigenständig: Als sie mit einer Aufführung von Phèdre von Jean Racine unzufrieden war, was ihre Lieblingsrolle war, neuübersetzte und inszenierte sie das Stück kurzerhand selbst. Im fortgeschrittenen Alter trat sie vielbeachtet als verschwenderische Kaiserin Eugénie in einem Ein-Mann-Stück auf. In ihrer langen Karriere beim Theater, von 1927 bis 1983, galt Rawlings als beständig erfolgreich. Sie war vor allem am West End in London zu sehen, hatte aber auch einige Auftritte am Broadway in New York. In ihrem Nachruf schrieb der Independent, dass mit ihr wohl die letzte große klassische Tragödienschauspielerin gegangen sei.
Im Vergleich zu ihrer Theaterkarriere ist Rawlings’ filmisches Schaffen eher klein. In einem Zeitraum von über 60 Jahren wirkte sie in unregelmäßigen Abständen an Kinofilmen, Fernsehfilmen und Fernsehserien mit. In William Wylers Filmklassiker Ein Herz und eine Krone (1953) verkörperte sie die strenge Gräfin, welche die von Audrey Hepburn gespielte Prinzessin bewacht. Ihre letzte Rolle hatte Rawlings im Jahre 1990 als Mutter von Dr. Jekyll (verkörpert von Michael Caine) im Fernsehfilm Jekyll and Hyde.
Von 1927 bis zur Scheidung 1938 war Rawlings mit dem britischen Schauspieler und Theaterregisseur Gabriel Toyne (1905–1963) verheiratet. Im Jahre 1942 ehelichte sie Sir Robert Barlow, wodurch sie selbst auch zu dem Titel einer Lady kam. Sie waren bis zu seinem Tod im Jahre 1976 verheiratet und hatten ein Kind. Margaret Rawlings verstarb 1996 kurz vor ihrem 90. Geburtstag.

## Filmografie (Auswahl)
- 1929: Die Straße der verlorenen Seelen (The Woman He Scorned)
- 1938: Will Shakespeare (Fernsehfilm)
- 1953: Ein Herz und eine Krone (Roman Holiday)
- 1954: Beautiful Stranger
- 1957: Die blinde Spinne (No Road Back)
- 1971: Hände voller Blut (Hands of the Ripper)
- 1971: Wives and Daughters (Fernseh-Miniserie, drei Folgen)
- 1971: Ein liebenswerter Schatten (Follow Me!)
- 1990: Jekyll und Hyde (Jekyll and Hyde, Fernsehfilm)